# 1968 год в науке
В 1968 году были различные научные и технологические события, некоторые из которых представлены ниже.

## События

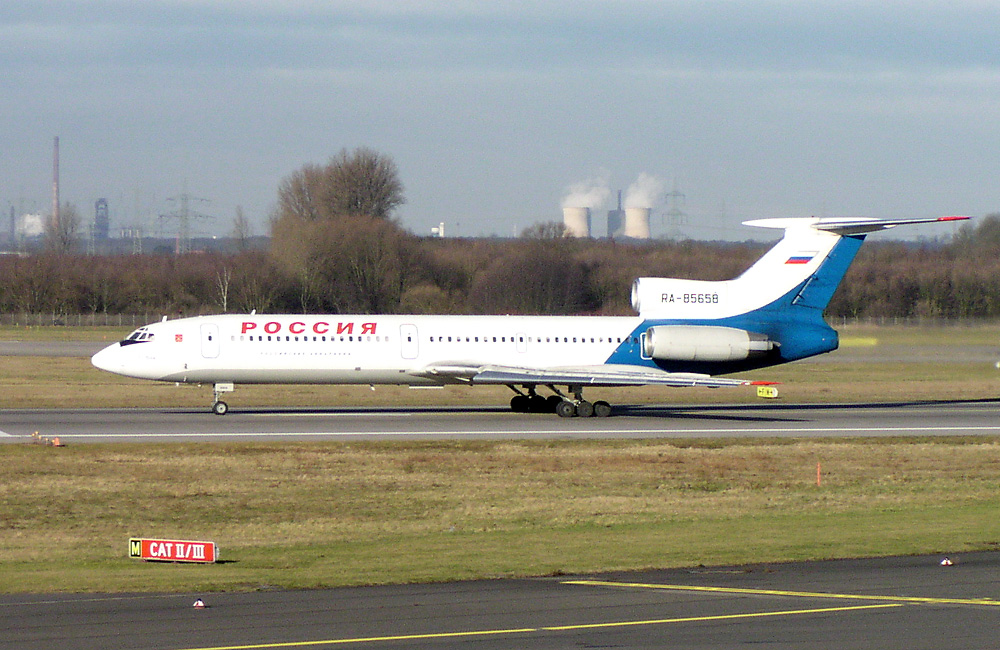
«Ту-154» (2008 год)

- Январь — в журнале «Стандарты и качество»[1]:34—35 группа советских научных работников предложили единую методику количественной оценки качества совершенно разных объектов и ввела в научный оборот термин Квалиметрия.
- 28 марта — частное солнечное затмение (максимальная фаза 0,899)[2].
- 13 апреля — полное лунное затмение затмение в южном полушарии (фаза 1,10)[3].
- 19 апреля — запущен советский космический аппарат Космос-215, ставший первым в мире астрономическим спутником[4].
- 18 сентября впервые в мире беспилотный прототип лунного корабля «Союз 7К-Л1» Зонд-5 облетел Луну на минимальным расстоянии 1950 км от её поверхности (на борту станции находились животные и растения: среднеазиатские черепахи, мухи-дрозофилы, бактерии, растения, жуки-хрущаки).
- 22 сентября — полное солнечное затмение (максимальная фаза 1,0099)[5].
- 3 октября — состоялся первый полёт советского самолёта «Ту-154» (командир корабля Ю. В. Сухов)[6].
- 6 октября — полное лунное затмение в экваториальной зоне Земли (фаза 1,17)[3].
- 11 октября — первый полёт нового американского космического корабля «Аполлон-7». Впервые сразу три астронавта на борту: Уолтер Ширра, Донн Айзли, Уолтер Каннингем. Уолтер Ширра — первый астронавт, совершивший три космических полёта.
- 21 декабря — астронавты Фрэнк Борман, Джеймс Ловелл, Уильям Андерс на корабле «Аполлон-8» впервые взяли старт на орбиту Луны.

### Без точных дат
- Организован Институт спектроскопии АН СССР, его первым директором стал Сергей Леонидович Мандельштам[7].

## Достижения человечества
- В США были построены первые радионтерферометры со сверхдлинной базой.

### Изобретения
- Сверхзвуковой пассажирский самолёт: Ту-144 (СССР).

### Новые виды животных
- Животные, описанные в 1968 году

## Медицина
- Генетик Анджело Мэри Ди Джорджи описал заболевание, названное синдромом Ди Джорджи

## Награды
- Нобелевская премия
  - Физика — Луис Уолтер Альварес, «За исключительный вклад в физику элементарных частиц, в частности за открытие большого числа резонансов, что стало возможным благодаря разработанной им технике с использованием водородной пузырьковой камеры и оригинальному анализу данных».
  - Химия — Ларс Онсагер, «За открытие соотношений взаимности в необратимых процессах, названных его именем, которые имеют принципиально важное значение для термодинамики необратимых процессов».
  - Медицина и физиология — Роберт Холли, Хар Гобинд Корана, Маршалл Ниренберг, «За расшифровку генетического кода и его роли в синтезе белков».
- Большая золотая медаль имени М. В. Ломоносова
  - Иштван Русняк (президент Академии наук Венгерской Народной Республики) — за выдающиеся достижения в области медицины.
  - Владимир Александрович Энгельгардт — за выдающиеся достижения в области биохимии и молекулярной биологии.
- Премия Тьюринга
  - Ричард Хэмминг — за работы в области численных методов, систем автоматического кодирования, кодов определения и корректировки ошибок.

## Скончались

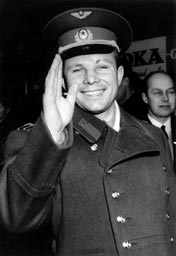
Ю. А. Гагарин

- 18 февраля –  Сигурд  Эриксон, шведский этнограф
- 27 марта — Гагарин, Юрий Алексеевич, первый космонавт.
- 1 апреля — Лев Давидович Ландау, советский физик, академик АН СССР, лауреат Нобелевской премии по физике (1962).
- 19 августа — Георгий Антонович Гамов, физик и астрофизик, написавший бо́льшую часть своих работ в США.
- 19 сентября — Честер Карлсон, американский изобретатель ксерографии (род. в 1906).
- 19 ноября — Александр Владимирович Марков, советский астроном.